# سلالة غانغا الغربية
كانت الغانغا الغربية سلالة حاكمة هامة من كارناتاكا القديمة في الهند والتي استمرت من نحو عام 350 حتى 1000 بعد الميلاد. يُعرفون أيضًا باسم «سلالة غانغا الغربية» لتمييزهم عن «سلالة غانغا الشرقية» الذين حكموا في عصور لاحقة كالينغا (أوديشا حاليًا). بحسب الاعتقاد السائد بدأ حكم سلالة غانغا الغربية في فترة أكد فيها عدد من العشائر المحلية حريتهم بسبب إضعاف إمبراطورية بالالفا في جنوب الهند، ويُعزى هذا الحدث الجغرافي السياسي في بعض الأحيان للغزوات الجنوبية في إمبراطورية سمودرا جوبتا. استمر نفوذ غانغا الغربية من 350 حتى 550 بعد الميلاد، حيث حكموا في بادئ الأمر من كولار، ونقلوا عاصمتهم فيما بعد إلى تالاكادو الواقعة على ضفاف نهر كافيري في منطقة ميسور الحالية.
بعد ظهور سلالة تشالوكيا من بادامي الإمبراطورية، قَبِلَ سلالة غانغا سيطرة تشالوكيا وقاتلوا لأجل قضيتهم لزعامتهم ضد سلالة بالافا من كانتشيبورام. استبدلت سلالة راشتراكوتا من ماناكيتا سلالة تشالوكيا في 735 ميلادي بضفتها القوة المهيمنة في هضبة الدكن. بعد قرن من النضال من أجل الاستقلال الذاتي، قبلت سلالة غانغا الغربية أخيرًا هيمنة راشتراكوتا ونجحوا في القتال إلى جانبهم ضد أعدائهم، سلالة تشولا من ثنجفور. في أواخر القرن العاشر، في شمال نهر تونغابهادرا، استُبدلت سلالة راشتراكوتا من قِبل إمبراطورية تشالوكيا الغربية الناشئة وشهدت سلالة تشولا قوة متجددة في جنوب نهر كافيري. أدت هزيمة سلالة غانغا الغربية من قبل سلالة تشولا بنحو عام 1000 إلى نهاية تأثير غانغا على المنطقة.
على الرغم من كونها مملكة صغيرة جغرافيًا، إلا أن مساهمة غانغا الغربية في الكيان السياسي، والثقافة، والأدب، في منطقة كارناتاكا الجنوبية الحديثة تعتبر مهمة. أظهر ملوك الغانغا الغربية تسامحًا خيّرًا تجاه جميع الأديان ولكنهم عُرفوا برعايتهم للجاينية ما أدى إلى بناء المعالم الأثرية في أماكن مثل شرافانابلاغولا وكامباداهالي. شجع ملوك هذه السلالة الفنون الجميلة بسبب ازدهار الأدب في اللغة الكنادية واللغة السنسكريتية. كتابة تشافوندارايا، تشافوندارايا بورانا عام 978 ميلادي، هو عمل مهم في نثر اللغة الكنادية. كُتبت العديد من الكلاسيكيات عن مواضيع مختلفة تتراوح من الدين وتنظيم قطيع الفيلة.

## نبذة تاريخية
اقتُرحت عدة نظريات فيما يخص أصل مؤسسي سلالة غانغا الغربية (قبل القرن الرابع).  تشير بعض الروايات الأسطورية إلى أصل شمالي، بينما تشير النظريات القائمة على علم النقائش إلى أصل جنوبي. وفقًا لبعض التقارير كان بعض سلالة غانغا الغربية من كانفايانا غوترا ويعود نسبهم لسلالة سولار من إيتشفاكس. ناقش المؤرخون الذين يقترحون الأصل الجنوبي ما إذا كان زعماء العشائر الصغار (قبل صعودهم إلى السلطة) من السكان الأصليين للمناطق الجنوبية في ولاية كارناتاكا الحديثة، منطقة كونغو نادو في ولاية تاميل نادو الحديثة أو المناطق الجنوبية من ولاية أندرا برديش الحديثة. وتشمل هذه المناطق منطقة من الدكن الجنوبية حيث دُمجت هذه الدول الثلاث الحديثة جغرافيًا. ويُفترض أن سلالة غانغا استغلت الارتباك الذي سببه غزو جنوب الهند من قبل الملك الشمالي سمودرا جوبتا قبل 350، وشكلوا مملكة لأنفسهم. سُميت المنطقة التي كانوا يسيطرون عليها غانغافادي وشملت مناطق من المناطق الحديثة في ميسور، وحسن شاماراينغار، وتومكور، وكولار ومانديا، وبنغالور في ولاية كارناتاكا. في بعض الأحيان، سيطروا أيضًا على بعض المناطق في تاميل نادو الحديثة (منطقة كونغو بدءًا من القرن السادس تحت حكم الملك أفينيتا) وأندرا برديش (منطقة أنانثبور بدءًا من منتصف القرن الخامس). كان كونغانفارما مادهافا الملك المؤسس لهذه السلالة، وجعل من كولار عاصمته بنحو عام 350 وحكم بنحو 20 عامًا.
وبحلول وقت هاريفارما في 390، دمجت سلالة غانغا مملكتهم مع تالاكاد باعتبارها عاصمة لهم. من الممكن أن يكون انتقالهم من عاصمتهم المبكرة كولار خطوة إستراتيجية بهدف احتواء قوة سلالة كادامبا المتزايدة. وبحلول عام 430 دمجوا الأراضي الشرقية المكونة من مناطق بنغالور، كولار ومنطقة تومكور وبحلول عام 470 سيطروا على منطقة كونغو في ولاية تاميل نادو الحديثة، وسيندراك (تشيكاماغالورو وبيلور)، ومناطق بوناتا وبانادا (التي تضم هيغاداديفاناكوت الحديثة ونانيجانود) في كارناتاكا الحديثة. في 529، اعتلى الملك دورفينيتا العرش بعد خوض حرب مع شقيقه الأصغر الذي كان يفضله والده الملك أفينيتا. تشير بعض الروايات إلى أنه في هذا الصراع على السلطة، دعمت سلالة بالافا من كانتشي اختيار أفينيتا وريثًا في حين دعم فيجاياديتا ملك بادامي  تشالوكيا نسيبه، دورفينيتا. عُرف من النقوش، أن هذه المعارك جرت في منطقتي تونديماندالام وكونغو (شمال تاميل نادو) ما دفع المؤرخين إلى اقتراح أن دورفينيتا حارب سلالة بالافا بنجاح.  يُعتبر دورفينيتا أنجح ملوك غانغا، وكان ذو خبرة جيدة بالفنون مثل الموسيقى والرقص والأيورفيدا (منظومة من تعاليم الطب التقليدي التي نشأت في شبه القارة الهندية وانتشرت إلى مناطق أخرى من العالم كشكل من أشكال الطب البديل) وترويض الفيلة البرية. وأصبحت سلالة غانغا بعد ذلك من الحلفاء المخلصين لسلالة راشتراكوتا، وهو موقف حافظوا عليه حتى اندثار سلالة راشتراكوتا في مانياخيتا.
من الناحية السياسية، كانت سلالة غانغا من سادة الأراضي وحلفاء مقربين، تشاركوا في زيجاتهم مع سلالة تشالوكيا. يشهد على ذلك نقوش تصف حملاتهم المشتركة ضد عدوهم اللدود، سلالة بالافا من كانتشي. اعتبارًا من عام 725 وما بعده، أصبحت أراضي جانجافادي تسمى «جانجافادي 96000» (شانافاتي ساهاسرا فيشايا) التي تضم المقاطعات الشرقية والغربية في جنوب كارناتاكا الحديثة. قاتل ملك سريبوروشا ملك سلالة بالافا نانديفارمان بالالافامالا بنجاح، وبذلك أصبحت بينكوليكوتاي في شمال آركوت تحت سيطرته مؤقتًا ما جعله يحصل على لقب بيرمانادي. انتهت منافسة مع البانديائيون من مادوراي للسيطرة على منطقة الكونغو بهزيمة غانغا، ولكن الزواج بين أميرة غانغا وابن راجاسيما بانديا جلب السلام لمساعدة سلالة غانغا على الاحتفاظ بالسيطرة على المنطقة المتنازع عليها.
في عام 753، عندما استبدلت سلالة راشتراكوتا سلالة تشالوكيا من بادامي كقوة مهيمنة في الدكن، قدمت سلالة غانغا مقاومة شديدة لمدة قرن تقريبًا. يُعرف الملك شيفامارا الثاني في الغالب بحروبه مع دروفا دارافارشا من سلالة راشتراكوتا، وهزيمته اللاحقة وسجنه، وإطلاق سراحه من السجن وفي النهاية وفاته في ساحة المعركة. استمرت مقاومة سلالة غانغا خلال حكم جوفيندا الثالث من سلالة راشتراكوتا وبحلول عام 819، أدى ازدهار الغانغا إلى سيطرتهم الجزئية على جانجافادي تحت حكم الملك راشامالا. مع رؤية عدم جدوى شن الحرب مع غانغا الغربية، قام أموغافارشا الأول من سلالة راشتراكوتا بتزويج ابنته تشاندرابالابي من أمير الغانغا، بوتوغا الأول، ابن الملك ايرغانغا نيتيمارغا. أصبحت سلالة غانغا بعد ذلك من الحلفاء الأقوياء لسلالة راشتراكوتا، وهو موقف حافظوا عليه حتى نهاية سلالة راشتراكوتا في مانياخيتا.